# Giovanni Battista Jacobelli
Giovanni Battista Jacobelli (ur. 1603 w Casalvieri – zm. 2 listopada 1679) – kapelan nadworny, muzyk, śpiewak.
Był synem Leonarda i Olimpii Falleni, ukończył rzymskie Collegium Clementino prowadzone przez OO Jezuitów. Obdarzony talentem muzyczno-wokalnym śpiewał w chórze bazyliki św. Piotra. w 1625 opuścił Italię przybywając do Polski najprawdopodobniej jako spowiednik królowej Konstancji. W połowie XVII wieku widnieje jednak na liście płac jako tenor kapeli królewskiej Jana Kazimierza. W 1637 roku zostaje kapelanem nadwornym królowej Cecylii Renaty z sumą 300 talarów rocznego dochodu. Był również sekretarzem królowej od korespondencji włoskiej w takim samym charakterze występuje po 1644 na dworze królowej Ludwiki Marii Gonzagi. Za jej wstawiennictwem zostaje  w 1651 dokumentem papieża Innocentego X kanonikiem warmińskim. Od tego momentu mieszkał w Lidzbarku Warmińskim i we Fromborku. W okresie potopu szwedzkiego mieszkał w Gdańsku chroniąc archiwum i skarbiec biskupów warmińskich, który tam został zdeponowany. W 1671 został kustoszem kapituły katedralnej. W 1679  rozważano jego kandydaturę na stanowisko biskupa warmińskiego po Janie Stefanie Wydżdze awansowanym na stanowisko prymasa wymówił się jednak pogarszającym się stanem zdrowia. Zmarł 2 listopada 1679  został prawdopodobnie pochowany we Fromborku, ale jego nagrobek nie dotrwał do naszych czasów.